# Płamen Petrow
Płamen Todorow Petrow (bg. Пламен Тодоров Петров; ur. 20 sierpnia 1980) – bułgarski zapaśnik walczący w stylu klasycznym. Zajął dziewiętnaste miejsce na mistrzostwach świata w 2011. Brązowy medalista mistrzostw Europy w 2008. Jedenasty w Pucharze Świata w 2012 roku.